# Archetyp (psychologia)
Archetyp (z gr. arche – "początek", typos – "typ") – pierwotny wzorzec (pierwowzór) postaci, zdarzenia, motywu, symbolu lub schematu, głęboko zakorzeniony w kulturze przez człowieka. Najbardziej znany w definicji psychoanalitycznej, w której archetypy oznaczają elementy strukturalne nieświadomości wspólne wszystkim ludziom na świecie. Archetypy występują w nieświadomości zbiorowej i nieświadomości indywidualnej.
Są wielkościami dynamicznymi: zdolne są do przemian i rozwoju.

## Geneza
Po raz pierwszy pojęcie archetypu pojawia się u Filona z Aleksandrii (I wiek p.n.e.):

A więc po wszystkich innych stworzeniach [...] stworzony został człowiek, i to, jak czytamy, podług obrazu Boga (kata eikona theou) i na jego podobieństwo (Rdz I, 26). [...] Nie należy jednak doszukiwać się tego podobieństwa w specyfice ciała; albowiem ani Bóg nie ma postaci ludzkiej, ani ciało ludzkie nie jest podobne Bogu. Owo podobieństwo co do obrazu [eikon] odnosi się tylko do przewodnika duszy, do ducha [Kata tou thys psyches egemiona noun]; albowiem duch w każdym indywidualnym człowieku został stworzony podług jedynego prowadzącego Ducha Wszechświata jako praobrazu [archetypos]...

Do psychologii pojęcie to wprowadził Carl Gustav Jung w oparciu o termin Jacoba Burckhardta: das Urbild – "praobraz", "obraz pierwotny". Jung dowodził istnienia archetypów w oparciu o fakt występowania u ludzi i w dziełach, typowych i powtarzających się motywów (tzw. obrazów archetypowych).

## Definicja
Carl Gustav Jung pisał:

Pojęcie archetypu (...) zostało wywiedzione z wielokrotnie powtarzanych obserwacji, jak na przykład ta, że mity i bajki literatury światowej zawierają ściśle określone motywy, które pojawiają się zawsze i wszędzie. Jednocześnie te same motywy spotykamy w fantazjach, snach, deliriach i urojeniach współczesnego człowieka. Te właśnie typowe obrazy i związki nazywamy wyobrażeniami archetypowymi. Im są wyraźniejsze, tym jaskrawiej uwidacznia się to, że towarzyszy im szczególnie intensywne zabarwienie emocjonalne (...). Wywierają na nas wrażenie, są sugestywne i fascynujące. Biorą one swój początek w archetypie, który – sam w sobie – wymyka się przedstawieniu, jest nieświadomą praformą, stanowiącą – jak się wydaje – część struktury psyché, może przeto pojawiać się zawsze i wszędzie.

Archetyp to formuła symboliczna, która zaczyna funkcjonować wszędzie tam, gdzie albo nie występują żadne pojęcia świadome, albo w ogóle nie mogą one zaistnieć ze względu na powody natury wewnętrznej lub zewnętrznej. Treści nieświadomości zbiorowej reprezentowane są w świadomości przez wyraziste skłonności czy ujęcia. Indywiduum z reguły traktuje je jako uwarunkowane przez przedmiot – jest to mylne ujęcie, ponieważ pochodzą one z nieświadomej struktury psyché, tyle że zostają wyzwolone przez oddziaływanie przedmiotu. Te subiektywne skłonności i ujęcia są jednak silniejsze od wpływu przedmiotu, a ich wartość psychiczna jest wyższa, tak że narzucają się one wszystkim wrażeniom.

W psychologii pierwotne wyobrażenie i wzorzec zachowania, obejmujący także sferę myślową i niosący ze sobą znaczny ładunek emocjonalny, którego źródłem są utrwalone w psychice zapisy powtarzające się w doświadczeniach wielu pokoleń. Jest odbiciem instynktownych reakcji na określone sytuacje. Wraz z wzorcami zachowań popędowych (instynktami) archetypy mają stanowić strukturalne składniki nieświadomości zbiorowej, jej zasadniczą treść.

## Struktura archetypów
Struktura każdego archetypu jest bipolarna – posiada on swoją konstruktywną i destruktywną stronę, zawiera potencjalne bogactwo dziedziny, której dotyczy. Archetypy przejawiają się w postaci symboli – ich treść zawsze wyraża się metaforycznie, nie dając się w pełni zwerbalizować. Symbole te możemy wychwycić w mitach, snach, wizjach.

## Rodzaje archetypów
Zdaniem Junga nieświadomość zbiorowa zawiera wiele różnorodnych archetypów, np.: archetyp narodzin, odrodzenia, śmierci, mocy, jedności, archetyp bohatera, dziecka, Boga, demona, zwierzęcia, archetyp wody (symbol macierzyństwa; uzależnienia), drzewa (symbol osobowości, nieświadomości), ognia (wypalenie, oczyszczenie) etc. Liczba archetypów jest ograniczona. Są wspólne wszystkim ludziom na Ziemi niezależnie od przynależności rasowej czy kulturowej.
W literaturze najczęściej opisywane są następujące archetypy:
- Cienia – uosobienie zwierzęcej strony natury człowieka; jest odpowiedzialny za pojawienia się w świadomości człowieka i w jego zachowaniu treści nieakceptowanych społecznie;
- Animy/Animusa – kobiecy aspekt osobowości mężczyzny/męski aspekt osobowości kobiety; funkcjonują jako zbiorowe wyobrażenie kobiety lub mężczyzny, przyczyniając się (m.in.) do zrozumienia osób płci przeciwnej;
- Matki – symbol natury, zwłaszcza w jej namacalnym, rzeczowym aspekcie, uosobienie matki, bogini-żywicielki, bogini-matki (Matka Boża), macierzyństwa, nieśmiertelności, jedności życia i śmierci; w dalszym sensie Kościół, miasto, kraj, Ziemia, materia, Księżyc[7];
- Ojca – niebo i słońce, piorun i wiatr, fallus i broń, czarodziej i książę, a także wszystkie męskie zwierzęta i rośliny; do istotnych cech archetypu ojca Jung zaliczał wielorakie aktywności i agresje, natrętność, dobitność, destruktywność, niszczenie i pasjonującą owocność, przekonywalność i skuteczność[8];
- Starego Mędrca – symbol pierwiastka duchowego, mądrości kultury, uosobienie mędrca, wewnętrznego, duchowego przewodnika;
- Jaźni – obraz pełni i doskonałości człowieka; archetyp jaźni stanowi cel działań ludzkich, motywuje człowieka do dążenia ku pełni i jedności; często jest wiązany z obrazem mandali (krzyża, czwórcy, koła) i doświadczeniami religijnymi i mistycznymi; postacie takie jak Jezus Chrystus czy Budda stanowiłyby tu przykład rozwiniętych wyobrażeń tego archetypu;
- Bohatera (Superbohatera, herosa) – typowy obraz, który istnieje od niepamiętnych czasów; powszechny mit bohatera szkicuje obraz jakiegoś potężnego mężczyzny lub człowieka-boga, który pokonuje wszelkie zło dające się personifikować, jak również wszystkie rodzaje wrogów, smoków, wężów, olbrzymów i demonów, i tak uwalnia własny naród od zniszczenia i śmierci[9].
- Niewinny i Sierota
- Męczennik i Wojownik
- Wędrowiec i Mag
- Puer aeternus – „Wieczny chłopiec” i Senex – „Starzec”
- Trickster

## Związki archetypów
Według Junga poszczególne archetypy nie są wzajemnie odizolowane, lecz znajdują się w stanie kontaminacji, ciągłego wzajemnie zmiennego przenikania i łączenia się. Tworzą pewne związki, między innymi uzupełnienia oraz przeciwieństwa. Typowym przykładem może być archetyp rodziców, który składa się z motywu matki i ojca. Archetyp ojca zawiera pewną ambiwalencję i dwuznaczność. Z tego powodu w archetypowym obrazie ojca mogą istnieć obok siebie pozytywne i negatywne elementy.  Istotnymi zatem cechami tego archetypu są wielorakie aktywności i agresje, natrętność, dobitność, destruktywność, niszczenie i pasjonująca owocność, przekonywalność i skuteczność. Drugim archetypem z pary rodziców jest archetyp matki – struktura ukształtowana w ludzkiej psychice ze względu na szczególne cechy matki. Archetyp ten porządkuje doświadczenie każdego człowieka, gdy chodzi o to, co stanowi istotę i treść macierzyństwa w najszerszym znaczeniu.